# Fiat 128
Fiat 128 é um automóvel fabricado pela Fiat de 1969 até 1985, na Itália. Foi produzido sob licença, na Argentina e na Iugoslávia (sob a marca Zastava) por mais alguns anos.
Existem três versões de carroceria: coupé, sedã e station wagon.
Seu design e sua mecânica foram influências para diversos modelos, de diferentes marcas e nacionalidades.
Foi eleito o Carro Europeu do Ano em 1970, e continuou aclamado pela impressa por todo o período de fabricação. Foram fabricadas mais de três milhões de unidades.